# Koncert (film, 2009)
Koncert (v originále Le Concert) je francouzsko-italsko-rumunsko-belgický hraný film z roku 2009, který režíroval Radu Mihaileanu podle vlastního scénáře.

## Děj
V době Brežněva byl Andrej Filipov největší dirigent Sovětského svazu a vedl slavný orchestr Bolšovo těatra. Ale poté, co v roce 1980 odmítl vyloučit židovské hudebníky ze svého orchestru, byl z místa sesazen. O třicet let později stále pracuje ve Velkém divadle, ale jako uklízeč. Jednou večer, když uklízí kancelář ředitele, přijde faxem pozvání ke koncertu v Théâtre du Châtelet v Paříži. Andrej fax vezme a spojí se svými starými přáteli hudebníky, kteří se různě živí po Moskvě. Podaří se mu je přemluvit a společně odletí do Paříže, kde se vydávají za oficiální orchestr moskevského Velkého divadla, aby odehráli Čajkovského koncert pro housle a orchestr. Jednou z podmínek je vystoupení mladé sólistky Anne-Marie Jacquet, jejíž rodiče Andrej kdysi znal.

## Obsazení
| Alexej Guskov          | Andrej Semojnovič Filipov   |
| Anna Kamenkova Pavlova | Irina Filipovna             |
| Mélanie Laurentová     | Anne-Marie Jacquet          |
| Dmitri Nazarov         | Alexandr Abramovič Grossman |
| Valeriy Barinov        | Ivan Gavrilov               |
| François Berléand      | Olivier Morne Duplessis     |
| Miou-Miou              | Guylène de La Rivière       |
| Lionel Abelanski       | Jean-Paul Carrère           |
| Guillaume Gallienne    | Raymond Laudérac            |
| Alexandr Komisarov     | Viktor Vikič                |

## Ocenění
V roce 2010 získal film cenu César za nejlepší zvuk a nejlepší hudbu a byl nominován v kategoriích nejlepší původní scénář, nejlepší střih, nejlepší režie a nejlepší film.
V roce 2011 získal film nominaci na Zlatý glóbus v kategorii nejlepší cizojazyčný film.